# Liste nordischer Handelshochschulen
Dies ist eine Liste nordischer Handelshochschulen.
- Dänemark
  - Handelshochschule Aarhus (an der Universität Aarhus)
  - Handelshochschule Kopenhagen

- Finnland
  - Handelshochschule Helsinki (an der Aalto-Universität)
  - Schwedische Handelshochschule Helsinki
  - Handelshochschule Turku (an der Universität Turku)

- Norwegen
  - Handelshøyskolen BI Oslo
  - Norwegische Handelshochschule Bergen

- Schweden
  - Handelshochschule Göteborg (an der Universität Göteborg)
  - Handelshochschule Stockholm
  - Handelshochschule Umeå (an der Universität Umeå)
  - Jönköping International Business School (an der Jönköping University (Hochschule in Jönköping))